# 니콜 (독일의 가수)
니콜(독일어: Nicole 니콜레[*], 1964년 10월 25일 ~ )은 독일의 슐라거 가수이다. 1980년에 가수로 첫 데뷔한 그녀는 1982년 유로비전 송 콘테스트에서 우승하였다.

## 같이 보기
- 레나 마이어란드루트